# Medal Kelat-i-Gilzia
Medal Kelat-i-Gilzia lub Medal za obronę Chelat-i-Ghilzai (ang. Medal for the Defence of Khelat-i-Ghilzie) – brytyjskie odznaczenie wojskowe ustanowione 4 października 1842.

## Zasady nadawania
Medal nadawany był za obronę fortu Chelat-i-Ghilzai (ang. Khelat-i-Ghilzie). Walki te były kolejnym odosobnionym zdarzeniem podczas I wojny afgańskiej. W forcie przebywało 950 ludzi, w większości byli to miejscowi, którymi dowodził kpt. Halket Craigie. Od lutego do maja 1842 garnizon był oblężony. W maju 1842 fort został zaatakowany przez przytłaczające siły afgańskie, mimo to obrona trzymała się dzielnie. 26 maja 1842 garnizon został odciążony przez generała sir Williama Notta i powrócił razem z nim do Kandaharu.

## Opis medalu
Srebrny medal o średnicy 1,4 cala
Awers: inskrypcja na tarczy KHELAT-I-GHILZIE otoczona wieńcem laurowym zwieńczonym koroną.
Rewers: trofea wojenne i legenda INVICTA MDCCCXLII.
Większość medali była grawerowana imiennie na krawędzi, z wyjątkiem medali nadawanych żołnierzom z kontyngentu, którym dowodził Szah Szuja.
Wydano tylko 932 medale dla żołnierzy garnizonu Chelat-i-Ghilzai.